# Xã Stately, Quận Brown, Minnesota
Xã Stately (tiếng Anh: Stately Township) là một xã thuộc quận Brown, tiểu bang Minnesota, Hoa Kỳ. Năm 2010, dân số của xã này là 165 người.